# کنوانسیون سی‌ام‌ار

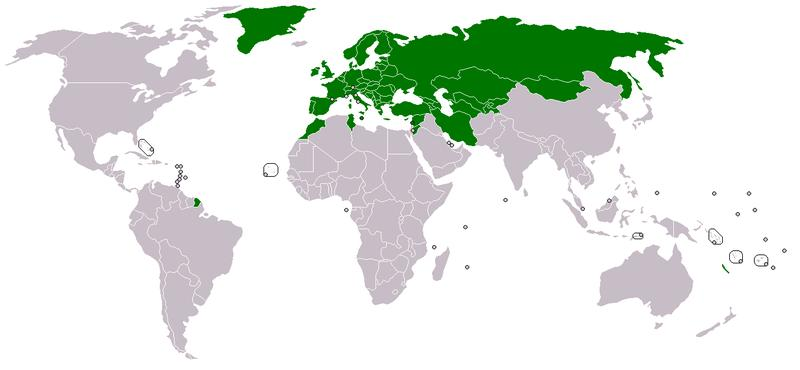
یک نقشه از کشور‌های امضاکننده کنوانسیون سی‌ام‌آر

کنوانسیون سی‌ام‌ار یا (کنوانسیون مربوط به قرارداد حمل‌ونقل بین‌المللی جاده‌ای کالا)، (به انگلیسی: CMR Convention)، یک پیمان سازمان ملل متحد است که در ۱۹ مِی ۱۹۵۶ در ژنو، سوئیس منعقد شده‌است. این پیمان در مورد قوانین مختلفی در صنعت حمل و نقل جاده‌ای است. تا فوریه ۲۰۱۷ میلادی ۴۴ کشور به این پیمان پیوسته‌اند.

## جزئیات متن سی‌ام‌ار
1. کپی قرمز برای فرستنده
2. کپی آبی برای گیرنده
3. کپی سبز برای حمل کننده
4. کپی سیاه برای حمل کننده دوم (در صورت وجود)